# 村上情次
村上 情次（むらかみ じょうじ、1957年5月20日 - ）は、日本の元男子バレーボール選手。広島県広島市出身。

## 来歴
小学校時にバレーボールを始める。県立広島工業高校に進み、バレーボールをやめ、野球部に入部。しかし肩を痛めて野球を断念し再びバレーボール始める。
猫田勝敏にスカウトされ、高校卒業後に地元、日本専売公社広島地方局（現日本たばこ産業株式会社広島支店）に入社、専売広島（現JTサンダーズ）に入部した。1977年から1989年までエースとして、晩年は兼任コーチとして活躍した。
現在は、広島市内で飲食店『Mrジョー』を経営している。

## 戦績
- 1978年　世界選手権　（11位）